# Dan Hughes
Dan Hughes (ur. 14 kwietnia 1955 w Lowell) – amerykański trener koszykarski, obecnie asystent trenera kadry USA kobiet.
Nie trenował Storm w sezonie 2020 ze względu na ryzyko zarażenia się COVID-19. Rok wcześniej przeszedł operację wycięcia guza nowotworowego.

## Osiągnięcia
Drużynowe
- Mistrzostwo WNBA (2018, 2020)
- Wicemistrzostwo WNBA (2008)

Indywidualne
- Trener roku WNBA (2001, 2007)[2]